# アルマヴィア
アルマヴィア ( Armavia アルメニア語: Արմավիա)は、アルメニア共和国の首都エレバンを本拠としていたアルメニアの航空会社。エレバンからヨーロッパおよび中近東各地への定期便を運航していたが、2013年に運航を停止・倒産した。

## 概要
1996年に創立後、2001年にロシア、トルコとアルメニア間の運航を開始。2002年から2005年まで、ロシアのS7航空の実質的な子会社として業務提携をしていた。
2004年の国営アルメニア航空の倒産、それに次ぐアルメニア国際航空の運航停止以来、同航空会社の路線の多くを引き継いでいる。
2006年には黒海での墜落事故とブリュッセル国際空港の整備ハンガーでの火災により2機のエアバスA320型機を失ったが、共にリース機材であったため、機材を更新している。

2013年3月29日から自社運航を停止。2013年4月1日に破産宣告を受け倒産した。

## 保有機材

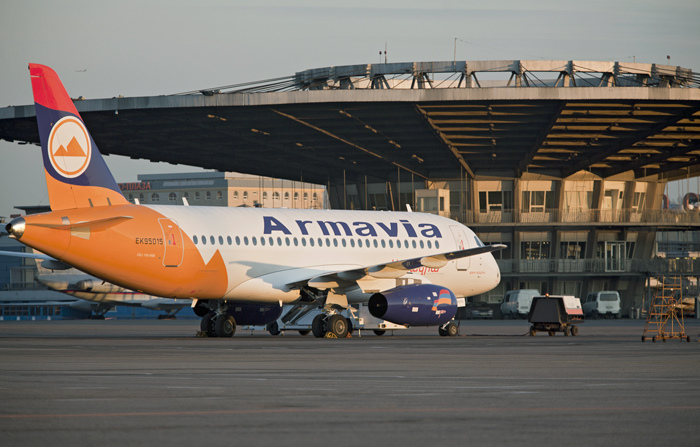
アルマヴィア スホーイ・スーパージェット100

アルマヴィアの保有機材は2011年6月現在以下の通り。
- エアバス A319-132 3機
- エアバス A320-211 3機
- ボンバルディア CRJ200-LR 1機
- ヤコブレフ Yak-42 1機
- スホーイ スーパージェット100 1機

## 事故
- アルマヴィア967便墜落事故

## 註
1. ↑  Armenian “Armavia” goes bankrupt: future of national air traffic under question
2. ↑  Armavia website - Fleet